# 小行星11333
小行星11333（11333 Forman）是一颗绕太阳运转的小行星，为主小行星带小行星。该小行星于1996年4月发现。

## 轨道参数
小行星11333的轨道半长轴为2.4306334 UA，离心率为0.204。